# Whale Songs
Die Whale Songs Communications Verlagsgesellschaft mbH & Co. KG war ein Bühnen- und Musikverlag im deutschsprachigen Raum.

## Geschichte
Der Verlag mit Sitz in Hamburg wurde 1988 von Helga Baumgarten gegründet, die das Unternehmen zuletzt zusammen mit Elke Gürlich leitete. Der Verlag wurde zum 1. Januar 2019 aufgelöst, der Titelbestand ging in das Verlagsprogramm von Hartmann & Stauffacher über.
Der Theaterverlag betreute 2007 rund 400 Autoren, Komponisten und Übersetzer. Das Repertoire umfasste die Sparten Schauspiel, Musiktheater sowie Werke für Kinder- und Jugendtheater.

## Schwerpunkte

### Internationale Gegenwartsdramatik
Die Sparte Schauspiel beinhaltete Stücke internationaler Autoren wie Charlotte Eilenberg, Jacobo Langsner, Stephen Orlov, Stewart Permutt, Steve Waters und Zsolt Poszgai. Der Schwerpunkt internationaler Dramatik im Repertoire von Whale Songs lag auf Werken skandinavischer Autoren.
Das Schauspiel Elling von Axel Hellstenius nach dem Erfolgsroman Blutsbrüder von Ingvar Ambjørnsen erlebte 2003 seine deutschsprachige Erstaufführung am Hamburger Theater Schmidts Tivoli. Seitdem wurde es an etwa 60 Theatern im deutschsprachigen Raum gespielt.
Die Bühnenfassung des norwegischen Films Kitchen Stories von Hans Petter Blad wurde 2004 am Deutschen Theater Göttingen erstaufgeführt.
Der Verlag betreute weiterhin die Stücke der dänischen Autorin Astrid Saalbach, die 2004 mit dem Nordischen Dramatikerpreis ausgezeichnet wurden, und das 1991 mit dem norwegischen Nationalen Ibsen-Preis prämierte Stück Schimmel der Norwegerin Marit Tusvik.
Ein Anliegen des Verlags war die Entdeckung und Förderung neuer Theaterautoren. Melanie Arns, John Donnelly, Sandra Roß, Joachim Zelter und viele weitere Autoren waren Vertreter neuer, zeitgenössischer Dramatik des Verlagsprogramms.

### Dramatisierungen von Buch und Film
Das Verlagsprogramm umfasste verschiedene Theateradaptionen von Büchern und Filmen:
- Ausblick auf das Paradies, Elling-Monolog nach dem gleichnamigen Roman von Ingvar Ambjørnsen, bearbeitet von Christine Bette Bopp, Stephanie Kunz, Helmut Zuber
- Das Orangenmädchen, Musical von Martin Lingnau, Christian Gundlach und Edith Jeske nach dem gleichnamigen Roman von Jostein Gaarder
- Die Entdeckung der Currywurst, Schauspiel von Johannes Kaetzler und Gerhard Seidel nach der gleichnamigen Novelle von Uwe Timm
- Effi Briest, Schauspiel von Claudia Philipp und Carsten Knödler nach dem gleichnamigen Roman von Theodor Fontane
- Elling, Schauspiel von Axel Hellstenius nach dem Roman Blutsbrüder von Ingvar Ambjørnsen
- Gekrallt, Komödie von Petter Naess nach dem Roman Tatt av kvinnen von Erlend Loe
- Heul doch!, Schauspiel von Melanie Arns nach dem gleichnamigen Roman der Autorin
- Irrungen, Wirrungen, Schauspiel von Gerhard Seidel nach dem gleichnamigen Roman von Theodor Fontane
- Kitchen Stories, Schauspiel von Hans Petter Blad nach dem gleichnamigen Film von Bent Hamer
- Kleiner König Kalle Wirsch, Kindermusical von Christian Gundlach nach dem gleichnamigen Buch von Tilde Michels
- Madame Bovary, Schauspiel von Peter Oppermann nach Motiven des gleichnamigen Romans von Gustave Flaubert
- Muxmäuschenstill, Schauspiel von Nico Rabenald nach dem gleichnamigen Drehbuch von Jan Henrik Stahlberg
- Ritter Runkel und die Digedags, Bühnenstück von Martin Verges und Thomas Heyn nach Mosaik von Hannes Hegen
- Sabina Spielrein, Monolog von Liv Hege Nylund und Asgeir Skrove nach dem gleichnamigen Roman von Karsten Alnæs
- Samson und Roberto, Kinderstück von Axel Hellstenius nach dem Buch Samson und Roberto: Aber wir müssen doch keine Angst haben, oder? von Ingvar Ambjørnsen
- Schule der Arbeitslosen, Schauspiel von Joachim Zelter nach dem gleichnamigen Roman des Autors

### Musiktheater
Den Kern des musikdramatischen Repertoires bildeten deutschsprachige Musicals von Autoren und Komponisten  wie u. a. Christian Bruhn, Josef Göhlen, Martin Lingnau, Heiko Wohlgemuth, Thomas Matschoß und Edith Jeske.
Neben Produktionen des Hamburger Theaters Schmidts Tivoli (Swinging St. Pauli bzw. Swinging Berlin, Heiße Ecke, Villa Sonnenschein) verlegte Whale Songs u. a. auch die Musicalfassung des Bestsellers Die 13½ Leben des Käpt’n Blaubär von Walter Moers, die 2006 in Köln uraufgeführt und im folgenden Jahr mit dem Live Entertainment Award 2007 ausgezeichnet wurde.
Whale Songs vertrat das Kultmusical Godspell von Stephen Schwartz und John-Michael Tebelak in der Übersetzung von Christian Gundlach.
Das Repertoire umfasste weiterhin die Arbeiten von Bettina Bartz, die Autorin neuer, modernisierter Textfassungen zu klassischen Werken von Wolfgang Amadeus Mozart, Giuseppe Verdi und anderen Komponisten ist.